# أندرو ويليام ميلون
أندرو ويليام ميلون (Andrew William Mellon) (ولد في 24 من مارس 1855م –26 من أغسطس 1937م) هو مصرفي ورجل أعمال وصناعي ومحسن وجامع فنون وسياسي أمريكي. وهو أحد أفراد عائلة ميلون الغنية من بنسلفانيا، أسس إمبراطورية تجارية واسعة قبل الانتقال إلى السياسة. شغل منصب وزير الخزانة الأمريكي من 9 مارس 1921 إلى 12 فبراير 1932، ترأس سنوات الازدهار في عقد 1920 وكذلك انهيار وول ستريت في عام 1929. كان ميلون جمهوريا محافظا، وخفض الضرائب والإنفاق الحكومي في أعقاب الحرب العالمية الأولى.
أندرو هو ابن المصرفي توماس ميلون، وسرعان ما وضع نفسه في العالم المالي. أصبح مالكا للعمل المصرفي للعائلة، تي ميلون وأولاده، وتفرع إلى شركات أخرى. ساعد ميلون في تمويل إنشاء شركة ألكوا، وشركة نيويورك لبناء السفن، وأولد أوفرهولت للويسكي، والعديد من الشركات الأخرى. وبحلول العشرينات، أصبح ميلون من أغنى الناس في البلاد، ودفع من ضرائب الدخل أكثر من الجميع إلا اثنين من الصناعيين الأمريكيين الآخرين. أصبح ميلون أيضا بارزا في مجال العمل الخيري، وساعد على إنشاء المعرض الوطني للفنون ومعهد ميلون للبحوث الصناعية، الذي هو الآن جزء من جامعة كارنيغي ميلون.
في عام 1921، اختاره وارن جي. هاردينغ وزيرا للخزانة. وظل ميلون في منصبه حتى عام 1932، وعمل في إدارات هاردينغ وكالفين كوليدج وهربرت هوفر، وجميعهم ثلاثة أعضاء في الحزب الجمهوري. سعى ميلون للحد من الضرائب الاتحادية والديون. وأعرب عن رغبته بخفض الضرائب الاتحادية على العقارات فضلا عن ضرائب الدخل على كبار الملاك، رغم أنه طلب أيضا تخفيض الضرائب لجميع مستويات الدخل. وقد سن الكونغرس سياساته في قوانين الإيرادات لأعوام 1921 و1924 و1926. وانخفض الدين الوطني بشكل كبير خلال العشرينات، رغم أنه سيرتفع مرة أخرى بعد عام 1929. كما شارك ميلون في اتفاقيات دولية مثل اتفاق ميلون بيرينجر، الذي خفض الديون الفرنسية من الحرب العالمية الأولى.
فقد ميلون شعبيته بعد بداية الكساد الكبير. وقد ذكر هوفر أن ميلون نصحه بتجنب التدخل في الأزمة الاقتصادية الجارية. وفي عام 1932، بدأ مجلس النواب الأمريكي بإجراء جلسات سحب الثقة ضد ميلون. وقبل الانتهاء من هذه الإجراءات، قبل ميلون تعيينه في منصب سفير البلاد لدى المملكة المتحدة. وخدم في هذا المنصب لبقية رئاسة هوفر قبل أن يتقاعد من المناصب العام في عام 1933.

## الوظيفة

### جمع التبرعات
أثناء الحرب العالمية الأولى اشترك في العديد من أنشطة جمع التبرعات مثل الصليب الأحمر الأمريكي، ومجلس الحرب الوطني لجمعية الشبان المسيحيين، واللجنة التنفيذية في مجلس الدفاع الوطني لولاية بنسلفانيا، ومجلس البحث الوطني بالولايات المتحدة في واشنطن.

### أمين مجلس الوزراء
وقد عين الرئيس الجديد وارين جي. هاردينج (Warren G. Harding) أندرو ميلون وزيرًا للخزانة الأمريكية في 1921م. وظل في الخدمة لمدة عشر سنوات وأحد عشر شهرًا؛ ثالث أطول فترة وزارة يقضيها وزير للخزانة الأمريكية. واستمرت فترة خدمته خلال فترتي حكم كوليدج (Calvin Coolidge) وهوفر (Herbert Hoover). وشابهه في ذلك جيمس ويلسون (James Welson) وجيمس جيه ديفيس (James J. Davis)، حيث كان واحدًا من ثلاثة فقط ظلوا في الخدمة تحت حكم ثلاثة رؤساء متوالين.

## حب الخير

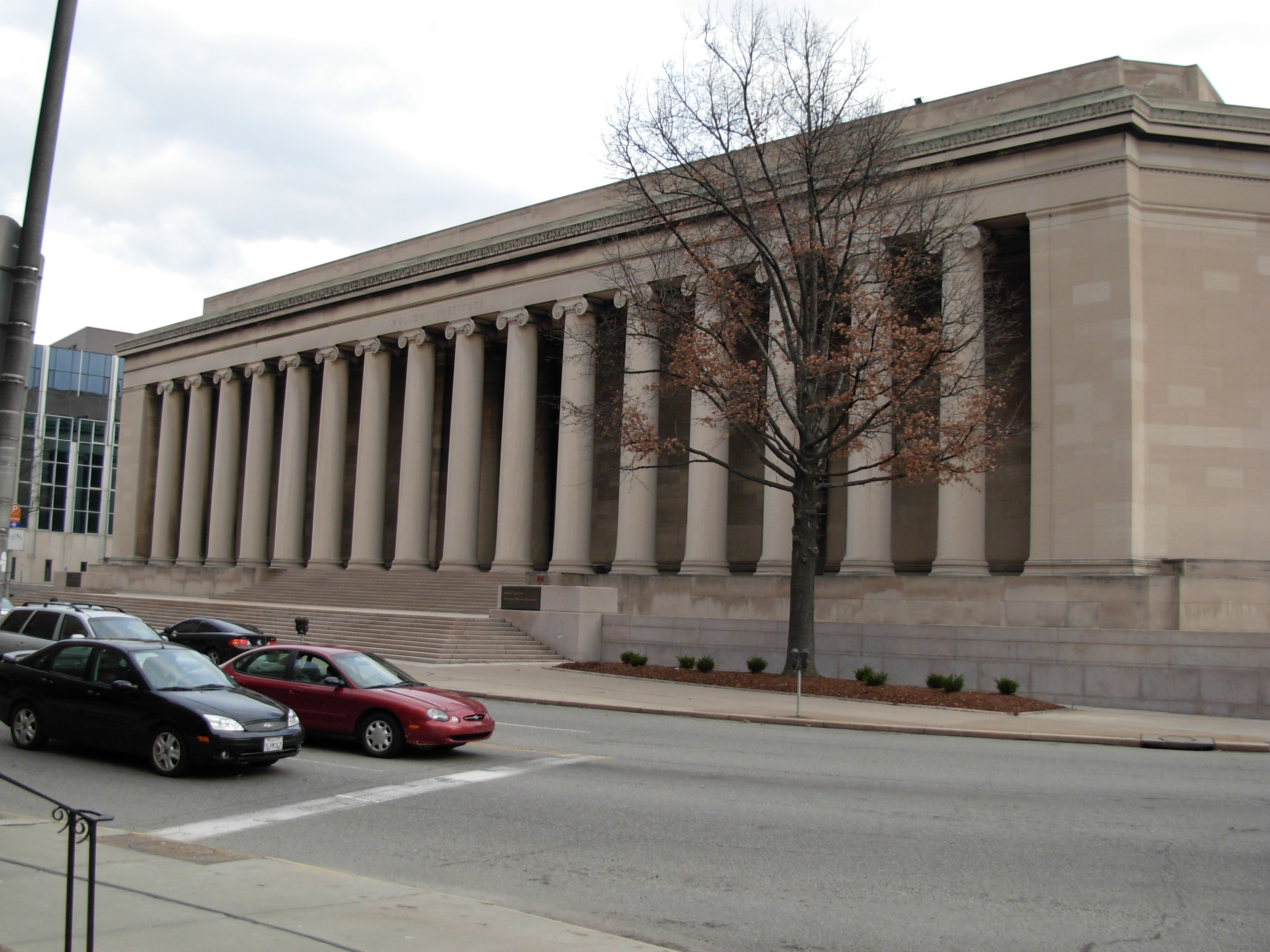
مؤسسة ميلون للبحث الصناعي

في 1913م، أقام أندرو بصحبة شقيقه ريتشارد بي. ميلون (Richard B. Mellon) نصبًا تذكاريًا لوالديهما، مؤسسة الميلون للبحث الصناعي، لتصبح قسمًا في جامعة بيتسبيرج. واليوم أصبحت المؤسسة جزءًا من جامعة كارنيغي ميلون (Carnegie Mellon University) كما شغل ميلون منصب رئيس وأمين الخريجين لجامعة بيتسبيرج، كما قام بتقديم تبرعات كبيرة للمدرسة، بما في ذلك الأراضي التي تم بناء كاتدرائية التعلم وكنيسة هاينز عليها. وبشكل كلي فقد قدر ما تبرع به بحوالي  43مليون دولار لصالح جامعة بيتسبيرج.
خلال سنوات تقاعده، وكما فعل في السنوات السابقة، كان ميلون فاعل خير نشطًا، وقد منح بسخاء من ثروته الخاصة لدعم قضايا الأدب والبحث. وفي عام 1937م، تبرع بمجموعته الفنية الثمينة، بالإضافة إلى 10  مليون دولار للبناء، لإقامة المعرض الوطني للفنون في السوق الوطني في مدينة واشنطن وقد قام الكونغرس بترخيص المعرض عام 1937م.
أصبح أندرو ميلون ماسوني في 1928م، وتم ترقيته في 1931م.

## الملاحظات
1. ↑  Encyclopædia Britannica | Andrew Mellon (بالإنجليزية), QID:Q5375741
2. ↑  RKDartists | Andrew William Mellon (بالهولندية), QID:Q17299517
3. ↑  Brockhaus Enzyklopädie | Andrew William Mellon (بالألمانية), OL:19088695W, QID:Q237227
4. ↑  GeneaStar | Andrew W. Mellon، QID:Q98769076
5. ↑  Dalibor Brozović; Tomislav Ladan (1999.), Hrvatska enciklopedija | Andrew William Mellon (بالكرواتية), Leksikografski zavod Miroslav Krleža, OL:120005M, QID:Q1789619 {{استشهاد}}: تحقق من التاريخ في: |publication-date= (help)
6. ↑   http://research.frick.org/directoryweb/browserecord.php?-action=browse&-recid=6787. {{استشهاد ويب}}: |url= بحاجة لعنوان (مساعدة) والوسيط |title= غير موجود أو فارغ (من ويكي بيانات) (مساعدة)
7. ↑   https://www.theaic.org/award_winners/goldmedal.html. {{استشهاد ويب}}: |url= بحاجة لعنوان (مساعدة) والوسيط |title= غير موجود أو فارغ (من ويكي بيانات) (مساعدة)
8. ↑  The 1937 Owl. University of Pittsburgh. 1937. ص. 32. مؤرشف من الأصل في 2012-04-04. اطلع عليه بتاريخ 2009-06-07.
9. ↑  Alberts، Robert C. (1986). Pitt: The Story of the University of Pittsburgh 1787–1987. University of Pittsburgh Press. ص. 47. ISBN:0-8229-1150-7. مؤرشف من الأصل في 2012-04-04. اطلع عليه بتاريخ 2009-06-07.
10. ↑  Starrett، Agnes Lynch (1937). Through one hundred and fifty years: the University of Pittsburgh. University of Pittsburgh Press. ص. 256. مؤرشف من الأصل في 2015-09-27. اطلع عليه بتاريخ 2009-06-07.
11. ↑  Alberts، Robert C. (1986). Pitt: The Story of the University of Pittsburgh 1787–1987. University of Pittsburgh Press. ص. 182. ISBN:0-8229-1150-7. مؤرشف من الأصل في 2012-04-04. اطلع عليه بتاريخ 2009-06-07.

## روابط خارجية
- أندرو ويليام ميلون على موقع الموسوعة البريطانية (الإنجليزية)
- أندرو ويليام ميلون على موقع إن إن دي بي (الإنجليزية)

- The Andrew W. Mellon - Mellon Foundation Biography by David Cannadine
- The Andrew W. Mellon Foundation
- Overview of Mellon Tax Cut Plans
- Pittsburgh Post-Gazette article on history of the Mellons and Mellon Financial
- Pittsburgh Post-Gazette series on Mellon's involvement in the oil industry and mid-east oil